# Sobrevive
Sobrevive es el segundo álbum de estudio del grupo chileno Kudai, lanzado el 17 de junio de 2006 a través del sello discográfico EMI Odeón Chilena y Virgin. 
El disco debutó en el número uno de la lista de los álbumes más vendidos en Chile, vendiendo trece mil copias y la Cámara Argentina de Productores de Fonogramas y Videogramas (CAPIF) lo certificó como disco de oro en Argentina.

## Antecedentes y lanzamientos
Se lanzó el 17 de junio de 2006, la primera versión del álbum grabada con su integrante original Nicole Natalino. Tras la renuncia de Natalino a Kudai en junio de 2006, fue reemplazada por la cantante y actriz ecuatoriana Gabriela Villalba. Para integrarla rápidamente, deciden volver a grabar las canciones con la voz de la nueva integrante. Reemplazan la canción «Si he tocado el suelo» por «Tú», escrita por Koko Stambuk, su quinto y último sencillo con el cual promocionaron el álbum. Dicha reedición fue lanzada a la venta en Chile y el resto de Latinoamérica el 26 de septiembre de 2006, en Guatemala el 2 de noviembre de 2006, siendo México el último país donde se lanzara el disco en julio de 2007, luego de que el grupo radicará en ese país a comienzos de ese año y abandonaran Chile.

## Recepción
La crítica musical y los medios coincidieron en que con su segundo álbum, Kudai dio un salto de madurez en cuando a la producción y las letras de las canciones. El portal de entretenimiento Mundo TKM señaló que «el crecimiento los llevó a que temas que aparecían con cierta timidez en Vuelo, primer disco de la banda, se transforme en la flecha directa que es Sobrevive».

## Lista de canciones
| Sobrevive |                         |                                          |          |  |
| N.º       | Título                  | Escritor(es)                             | Duración |  |
| 1.        | «Inicia»                | Gustavo «Guz» Pinochet                   | 0:42     |  |
| 2.        | «Tal vez»               | Pinochet · José Miguel «Dr. Alfa» Alfaro | 3:29     |  |
| 3.        | «Llévame»               | Pinochet                                 | 3:44     |  |
| 4.        | «Ya no quiero más»      | Pinochet                                 | 3:14     |  |
| 5.        | «Aún»                   | Pinochet                                 | 4:19     |  |
| 6.        | «Déjame gritar»         | Pinochet · «Dr. Alfa»                    | 3:17     |  |
| 7.        | «Hoy no estás»          | Pinochet · Sebastián Schlotterbeck       | 4:12     |  |
| 8.        | «Si he tocado el suelo» | Pinochet                                 | 3:03     |  |
| 9.        | «Volar»                 | Pinochet                                 | 3:41     |  |
| 10.       | «Siempre»               | Pinochet                                 | 4:16     |  |
| 11.       | «Okey»                  | Pinochet · «Dr. Alfa»                    | 3:25     |  |
| 12.       | «Ven»                   | Pinochet                                 | 4:16     |  |
| 13.       | «Llévame» (acústico)    | Pinochet                                 | 3:43     |  |
| 14.       | «Volar» (acústico)      | Pinochet                                 | 3:27     |  |

| Bonus Tracks |                                            |                         |          |  |
| N.º          | Título                                     | Escritor(es)            | Duración |  |
| 15.          | «No estaré allí» (con Ilona)               | Richard Narváez · Ilona | 4:33     |  |
| 16.          | «En la vereda del frente» (con Leo García) | Leo García              | 3:43     |  |
| 17.          | «Quiero mis quinces» (Show MTV)            | Pinochet · «Dr. Alfa»   | 3:26     |  |
| 60:30        |                                            |                         |          |  |

- Reedición

| Sobrevive |                      |                          |          |  |
| N.º       | Título               | Escritor(es)             | Duración |  |
| 1.        | «Inicia»             | Pinochet                 | 0:42     |  |
| 2.        | «Tal vez»            | Pinochet · «Dr. Alfa»    | 3:29     |  |
| 3.        | «Llévame»            | Pinochet                 | 3:44     |  |
| 4.        | «Ya no quiero más»   | Pinochet                 | 3:14     |  |
| 5.        | «Aún»                | Pinochet                 | 4:19     |  |
| 6.        | «Déjame gritar»      | Pinochet · «Dr. Alfa»    | 3:17     |  |
| 7.        | «Hoy no estás»       | Pinochet · Schlotterbeck | 4:12     |  |
| 8.        | «Volar»              | Pinochet                 | 3:41     |  |
| 9.        | «Siempre»            | Pinochet                 | 4:16     |  |
| 10.       | «Okey»               | Pinochet · «Dr. Alfa»    | 3:25     |  |
| 11.       | «Ven»                | Pinochet                 | 4:16     |  |
| 12.       | «Llévame» (acústico) | Pinochet                 | 3:43     |  |
| 13.       | «volar» (acústico)   | Pinochet                 | 3:27     |  |

| Bonus Tracks |                                            |                       |          |  |
| N.º          | Título                                     | Escritor(es)          | Duración |  |
| 14.          | «No estaré allí» (con Ilona)               | Narváez · Ilona       | 4:33     |  |
| 15.          | «En la vereda del frente» (con Leo García) | García                | 3:43     |  |
| 16.          | «Quiero mis quinces» (Show MTV)            | Pinochet · «Dr. Alfa» | 3:26     |  |
| 17.          | «Tú»                                       | Koko                  | 4:00     |  |
| 61:32        |                                            |                       |          |  |